# Julius Sterling Morton
Pour les articles homonymes, voir Morton.
Julius Sterling Morton, né le 22 avril 1832 à Adams (New York) et mort le 27 avril 1902 à Lake Forest (Illinois), est un homme politique américain. Membre du Parti démocrate, il est brièvement et par deux fois gouverneur par intérim du territoire du Nebraska entre 1858 et 1859 puis en 1861 et secrétaire à l'Agriculture entre 1893 et 1897 dans la seconde administration du président Grover Cleveland.
Il a initié avec Robert Wilkinson Furnas la Journée nationale de l'arbre en avril 1872 à Nebraska City.